# Walter Hofmann
Walter Hofmann, född den 26 september 1949 i Sömmerda, Tyskland, är en östtysk kanotist.
Han tog OS-guld i C-2 i slalom i samband med de olympiska kanottävlingarna 1972 i München.